# Super Air Zonk: Rockabilly-Paradise
Super Air Zonk: Rockabilly-Paradise (ＣＤ電人: ロカビリー天国 CD Denjin: Rokabilly Tengoku?, traducido, CD-Denjin: Paraíso Rockabilly) es un videojuego de matamarcianos desarrollado por Dual y publicado por Hudson Soft, originalmente para PC Engine en julio de 1993 en formato Super CD-ROM². Es una secuela de Air Zonk y parte de la serie Bonk.
- Datos: Q3884741